# Банах, Лу
Лу Дэвид Банах (англ.  Lou David Banach; род. 6 февраля 1960, Ньютон, Нью-Джерси, США) — американский борец вольного стиля, чемпион Олимпийских игр, чемпион мира, призёр розыгрыша Кубка мира, двукратный чемпион США по вольной борьбе по версии NCCA (1981, 1983) и трёхкратный чемпион США по версии NCCA All-American. Брат-близнец Эда Банаха, также олимпийского чемпиона по борьбе.

## Биография
Родился в Ньютоне, штат Нью-Джерси, но в возрасте двух лет был усыновлён и переехал вместе с приёмными родителями в Порт-Джервис, штат Нью-Йорк. Вместе с братом-близнецом Эдом и старшим братом Стивом, под впечатлением от побед Дэна Гейбла и братьев Петерсонов на Олимпийских играх 1972 года, начал заниматься борьбой. В 1977 году завоевал титул чемпиона штата. В 1979 году поступил в университет Айовы, где начал тренироваться под руководством Дэна Гейбла. В 1981 году одержал первую победу на чемпионате страны по версии NCCA в супертяжёлом весе, победив Брюса Баумгартнера. В отличие от брата, не имел никакой международной карьеры, ни до, ни после Олимпиады, в 1983 году оставил обучение в университете и поступил на службу в Вооружённые силы США. Решив принять участие в Олимпиаде, победил в 1984 году на отборочных соревнованиях.
На Летних Олимпийских играх 1984 года в Лос-Анджелесе боролся в категории до 100 килограммов (полутяжёлый вес). Участники турнира, числом в 11 человек в категории, были разделены на две группы. За победу в схватках присуждались баллы, от 4 баллов за чистую победу и 0 баллов за чистое поражение. Когда в каждой группе определялись три борца с наибольшими баллами (борьба проходила по системе с выбыванием после двух поражений), они разыгрывали между собой места в группе. Затем победители групп встречались в схватке за первое-второе места, занявшие второе место — за третье-четвёртое места, занявшие третье место — за пятое-шестое места. Лу Банах был на голову выше соперников, уступил всего один технический балл, четыре из пяти встреч закончил чистой победой на второй минуте схватки (на финальную схватку ему потребовалось всего 61 секунда), и стал чемпионом олимпийских игр.
| Круг                           | Соперник       | Страна  | Результат | Основание                               | Время схватки |
| ------------------------------ | -------------- | ------- | --------- | --------------------------------------- | ------------- |
| 1                              | Хайри Сезгин   | Турция  | Победа    | Туше (4 балла)                          | 1:14          |
| 2                              | Амбройс Сарр   | Сенегал | Победа    | Туше (4 балла)                          | 1:45          |
| 3                              | Уэйн Брайтвелл | Канада  | Победа    | 11-1 (3,5 балла)                        |               |
| Финал в группе «Б» (встреча 1) | Тамон Хонда    | Япония  | Победа    | Туше (4 балла)                          | 1:56          |
| Финал в группе «Б» (встреча 2) | Хайри Сезгин   | Турция  | Победа    | Зачёт предварительной встречи (4 балла) |               |
| Финал                          | Жозеф Атье     | Сирия   | Победа    | Туше (4 балла)                          | 1:01          |

В 1984 году прекратил карьеру. Стал тренером в Вест-Пойнте, позднее в  Пенсильванском университете, но вынужден был оставить тренерскую работу ввиду болезни.  На настоящий момент работает менеджером в частном банке в Висконсине, который в том числе, спонсирует и продвигает борьбу в США.
Член Национального зала славы борьбы США (1993).